# Tverrvika
Tverrvika est une localité du comté de Nordland, en Norvège.

## Géographie
Administrativement, Tverrvika fait partie de la kommune de Beiarn.